# Василий Петров (1922 – 2003)
 Тази статия е за генерал-полковника.  За маршала вижте Василий Петров.  
Василий Степанович Петров (роден на 5 март (или 22 юли) 1922 г. в село Дмитриевка, Приазовски район, Запорожка област, починал на 15 април 2003 г. в Киев) е украински офицер – генерал-лейтенант от артилерията на Въоръжените сили на СССР, генерал-полковник от артилерията на Въоръжените сили на Украйна (1999), два пъти Герой на Съветския съюз (1943 и 1945).

## Биография
Той е роден през 1922 година в селско семейство. Според публикации в руски източници е руснак по националност. През 1939 г. завършва гимназия и е призован в Червената армия. През 1941 г. завършва артилерийското училище в Суми и служи в артилерийска дивизия в Новгород-Волински.
От юни 1941 г. участва във Великата отчествена война, сражавайки се на Южния, Воронежския и 1-ви украински фронт. Като заместник-командир на артилерийски полк участва в отбранителни битки на левия бряг на Днепър. През септември 1943 г. участва в битката за десния бряг реката, по време на която е тежко ранен и изпратен в болница, където са ампутирани и двете му ръце заради участието в битката за Буркинското предмостие. През декември 1944 г. се завръща на фронта и става командир на артилерийски полк в 52-ра армия на 1-ви украински фронт. Отличава се в боевете на Висленско-Одерската операция. През април 1945 г. участва в щурма на Дрезден. На 27 април 1945 г. е отново тежко ранен. От 1945 г. е член на Комунистическата партия, през 1954 г. завършва Лвовския държавен университет и става кандидат на военните науки, по-късно е заместник-командир на артилерийския полк и заместник-командир на 35-а оперативно-тактическа ракетна бригада и заместник-началник на ракетните войски и артилерията на Карпатския военен окръг, а през 1977 г. получава звание генерал-лейтенант на артилерията. През 1978 г. е удостоен със званието почетно гражданство на Лебедин.
След разпадането на СССР служи във въоръжените сили на Украйна. През 1994 г. става заместник-командир на Ракетните и артилерийски войски на Върховното командване на сухопътните войски на Украйна, като през същата година с указ на президента му е позволено да остане на служба до края на живота си. През 1999 г. е повишен в генерал-полковник от артилерията.
Василий Петров умира на 15 април 2003 година в Киев.

## Декорации
- Златна звезда на Героя на Съветския съюз (два пъти – 24 декември 1943 г. и 27 юни 1945 г.)
- Орден на Ленин (два пъти – 24 декември 1943 г. и 21 юни 1982 г.)
- Орден на Октомврийската революция (8 януари 1980 г.)
- Орден на Червеното знаме (7 април 1945 г.)
- Орден на Великата Отечествената война, I степен (11 март 1985 г.)
- Орден на Червената звезда (три пъти – 9 септември 1942 г., 4 октомври 1943 г. и 30 декември 1956 г.)
- Орден за приятелство на народите (Русия)
- Орден на Богдан Хмелницки (Украйна)
- Сребърен кръст на Ордена на Virtuti Militari (Полска народна република)
- Чехословашки военен кръст (1939 г.) (Чехословакия)